# 칸타갈루현

칸타갈루 현의 위치

칸타갈루현(포르투갈어: Distrito de Cantagalo)은 상투메 프린시페 상투메 섬에 위치한 현으로, 현도는 산타나이며 면적은 119km2, 인구는 17,161명(2012년 기준)이다.